# Hieracium orcadense
Hieracium orcadense es una especie de planta con flor del género Hieracium, de la familia Asteraceae, orden Asterales.

## Distribución
Hieracium orcadense se distribuye por las Islas Feroe, Inglaterra, Escocia y Orcadas.

## Taxonomía
Fue descrita científicamente por W. R. Linton.